# شنا در پارالمپیک تابستانی ۲۰۲۴
 پارا شنا  (انگلیسی: Swimming at the 2024 Summer Paralympics) یکی از رویدادهای برگزار شده در پارالمپیک تابستانی ۲۰۲۴ بود. این دوره از بازی‌ها از ۲۹ اوت تا ۷ سپتامبر ۲۰۲۴ در پاریس، پایتخت فرانسه انجام شد. ۷۱ رویداد برای مردان، ۶۴ رویداد برای زنان و ۶ رویداد مختلط امدادی باز در این دوره وجود داشت که پنج دوره کمتر از دوره پیش بود.
مدال‌ها به برندگان هر کلاس ورزشی تعلق گرفت.
جدول برنامه‌ریزی این بازی‌ها در فوریه ۲۰۲۳ اعلام شده بود  و بازی‌های گزینش نیز از ۱ اکتبر ۲۰۲۲ تا ۳۱ ژانویه ۲۰۲۴ در جریان بود.

## جدول مدال‌آوران
*   کشور میزبان (فرانسه)
| رتبه            | کشور                      | طلا | نقره | برنز | مجموع |
| --------------- | ------------------------- | --- | ---- | ---- | ----- |
| ۱               | چین                       | ۲۲  | ۲۱   | ۱۱   | ۵۴    |
| ۲               | بریتانیای کبیر            | ۱۸  | ۸    | ۶    | ۳۲    |
| –               | ورزشکاران بی‌طرف پارالمپیک | ۱۶  | ۱۴   | ۱۱   | ۴۱    |
| ۳               | ایتالیا                   | ۱۶  | ۶    | ۱۵   | ۳۷    |
| ۴               | ایالات متحده آمریکا       | ۱۰  | ۱۷   | ۳    | ۳۰    |
| ۵               | اوکراین                   | ۸   | ۱۵   | ۱۷   | ۴۰    |
| ۶               | برزیل                     | ۷   | ۹    | ۱۰   | ۲۶    |
| ۷               | استرالیا                  | ۶   | ۸    | ۱۳   | ۲۷    |
| ۸               | کانادا                    | ۵   | ۴    | ۴    | ۱۳    |
| ۹               | هلند                      | ۵   | ۳    | ۲    | ۱۰    |
| ۱۰              | آلمان                     | ۴   | ۳    | ۳    | ۱۰    |
| ۱۱              | ژاپن                      | ۳   | ۳    | ۶    | ۱۲    |
| ۱۲              | مجارستان                  | ۳   | ۳    | ۱    | ۷     |
| ۱۳              | فرانسه*                   | ۲   | ۶    | ۶    | ۱۴    |
| ۱۴              | اسپانیا                   | ۲   | ۴    | ۹    | ۱۵    |
| ۱۵              | اسرائیل                   | ۲   | ۱    | ۲    | ۵     |
| ۱۶              | ترکیه                     | ۲   | ۰    | ۱    | ۳     |
| ۱۷              | سنگاپور                   | ۲   | ۰    | ۰    | ۲     |
| ۱۷              | لهستان                    | ۲   | ۰    | ۰    | ۲     |
| ۱۹              | مکزیک                     | ۱   | ۳    | ۳    | ۷     |
| ۲۰              | جمهوری چک                 | ۱   | ۱    | ۲    | ۴     |
| ۲۱              | سوئیس                     | ۱   | ۱    | ۰    | ۲     |
| ۲۱              | یونان                     | ۱   | ۱    | ۰    | ۲     |
| ۲۳              | آرژانتین                  | ۱   | ۰    | ۱    | ۲     |
| ۲۴              | دانمارک                   | ۱   | ۰    | ۰    | ۱     |
| ۲۵              | کلمبیا                    | ۰   | ۵    | ۱    | ۶     |
| ۲۶              | جمهوری آذربایجان          | ۰   | ۱    | ۳    | ۴     |
| ۲۷              | ایرلند                    | ۰   | ۱    | ۱    | ۲     |
| ۲۷              | قبرس                      | ۰   | ۱    | ۱    | ۲     |
| ۲۷              | هنگ کنگ                   | ۰   | ۱    | ۱    | ۲     |
| ۳۰              | بوسنی و هرزگوین           | ۰   | ۱    | ۰    | ۱     |
| ۳۰              | قزاقستان                  | ۰   | ۱    | ۰    | ۱     |
| ۳۲              | شیلی                      | ۰   | ۰    | ۳    | ۳     |
| ۳۳              | ازبکستان                  | ۰   | ۰    | ۱    | ۱     |
| ۳۳              | نروژ                      | ۰   | ۰    | ۱    | ۱     |
| ۳۳              | پرتغال                    | ۰   | ۰    | ۱    | ۱     |
| ۳۳              | کرواسی                    | ۰   | ۰    | ۱    | ۱     |
| مجموع (۳۶ کشور) | مجموع (۳۶ کشور)           | ۱۴۱ | ۱۴۲  | ۱۴۰  | ۴۲۳   |